# Italochrysa robusta
Italochrysa robusta is een insect uit de familie van de gaasvliegen (Chrysopidae), die tot de orde netvleugeligen (Neuroptera) behoort. 
Italochrysa robusta is voor het eerst wetenschappelijk beschreven door Needham in 1909.